# Frits van Oostrom
Frits van Oostrom, né le 15 mai 1953 à Utrecht aux Pays-Bas, est professeur de la littérature néerlandaise, en particulier celle du Moyen Âge, à l'Université d'Utrecht. Il a dirigé le comité qui a produit le Canon historique des Pays-Bas. 